# オクラホマシティ (原子力潜水艦)
|          |                                                                        |
| 艦歴     |                                                                        |
| 発注     | 1981年8月13日                                                          |
| 起工     | 1984年1月4日                                                           |
| 進水     | 1985年11月2日                                                          |
| 就役     | 1988年7月9日                                                           |
| 退役     | 2022年2月10日                                                          |
| 除籍     | 2022年9月9日                                                           |
| その後   |                                                                        |
| 母港     | グアムアプラ湾                                                         |
| 性能諸元 |                                                                        |
| 排水量   | 満載：6,200 トン、 基準：5,782 トン                                    |
| 全長     | 110.3 m (362 ft)                                                       |
| 全幅     | 10 m (33 ft)                                                           |
| 喫水     | 9.4 m (31 ft)                                                          |
| 最大速力 | 水上25 kt (46 km/h)、 水中30+ kt (56 km/h)                             |
| 潜行深度 | 290 m (950 ft)                                                         |
| 機関     | S6G reactor 1基                                                        |
| 兵装     | 533mm魚雷発射管4門 (Mk 48魚雷、機雷) VLS12基 (トマホーク 巡航ミサイル) |
| 乗員     | 士官12名、兵員98名                                                     |
| モットー |                                                                        |
|          |                                                                        |

オクラホマシティ(USS Oklahoma City, SSN-723)は、アメリカ海軍のロサンゼルス級原子力潜水艦の36番艦。艦名はオクラホマ州オクラホマシティに因んで命名された。その名を持つ艦としてはクリーブランド級軽巡洋艦20番艦(CL-91/CLG-5)以来2隻目。

## 艦歴
オクラホマシティの建造は1981年8月13日にバージニア州ニューポート・ニューズのニューポート・ニューズ造船所に発注され、1984年1月4日に起工した。1985年11月2日にリンダ・M・ニクルスによって命名、進水し、1988年7月9日に艦長ジョゼフ・J・クロール・ジュニア中佐の指揮下就役した。
1991年にオクラホマシティは大西洋艦隊においてマージョリー・ステレット戦艦基金賞を受賞した。
2002年11月13日、オクラホマシティはジブラルタル海峡東部において天然ガスタンカー、ノーマン・レディー (Norman Lady) と衝突する。双方とも大きく損傷することもなく、油漏れによる環境への影響も起こらなかったが、オクラホマシティは潜望鏡とセイル部分にダメージを受け、ラ・マッダレーナに入港して修理を受けることとなった。艦長のリチャード・ヴォター中佐は11月30日に解任され、他に士官1名、下士官2名が職務怠慢だったとして追及された。
2005年1月20日、オクラホマシティは対テロ戦争支援のための6ヶ月間の展開を終えバージニア州ノーフォークに帰還した。北極海を経由して哨戒海域である太平洋に入ったオクラホマシティは、そのような航路を取った初のロサンゼルス級初期型の艦となった。哨戒後オクラホマシティは北アメリカを周航し、パナマ運河を通過して大西洋に入り、母港のノーフォークに帰還した。
2005年中旬にオクラホマシティは航海管理システムの使用に代えてデジタル海図のみを使用する初の艦の内の1隻となった。航海管理システムはスマート・シップ統合艦橋システムの一部として1990年から開発されていた。
オクラホマシティは2022年2月10日退役、同年9月9日に除籍された。

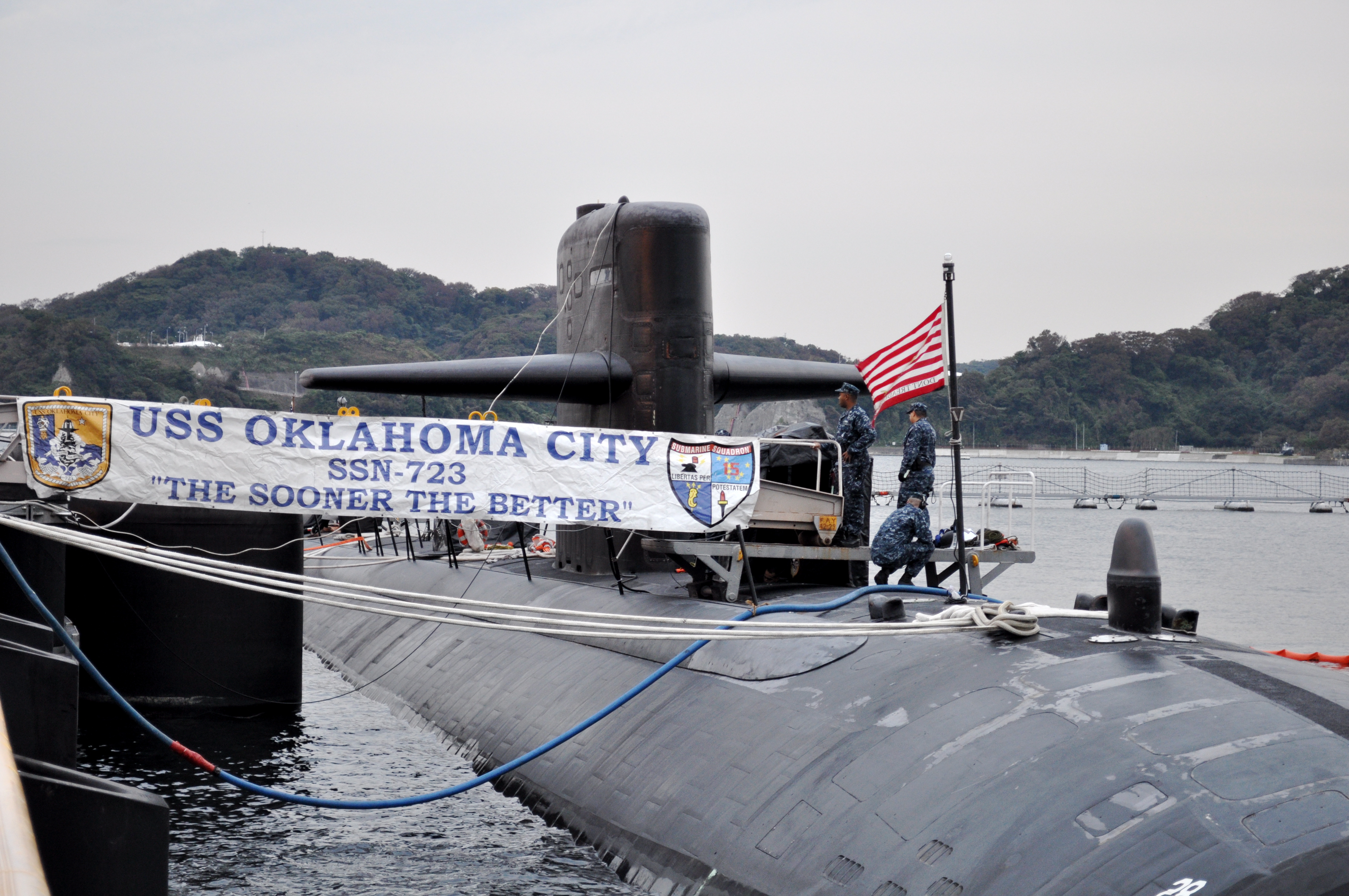
横須賀海軍施設（2011年）
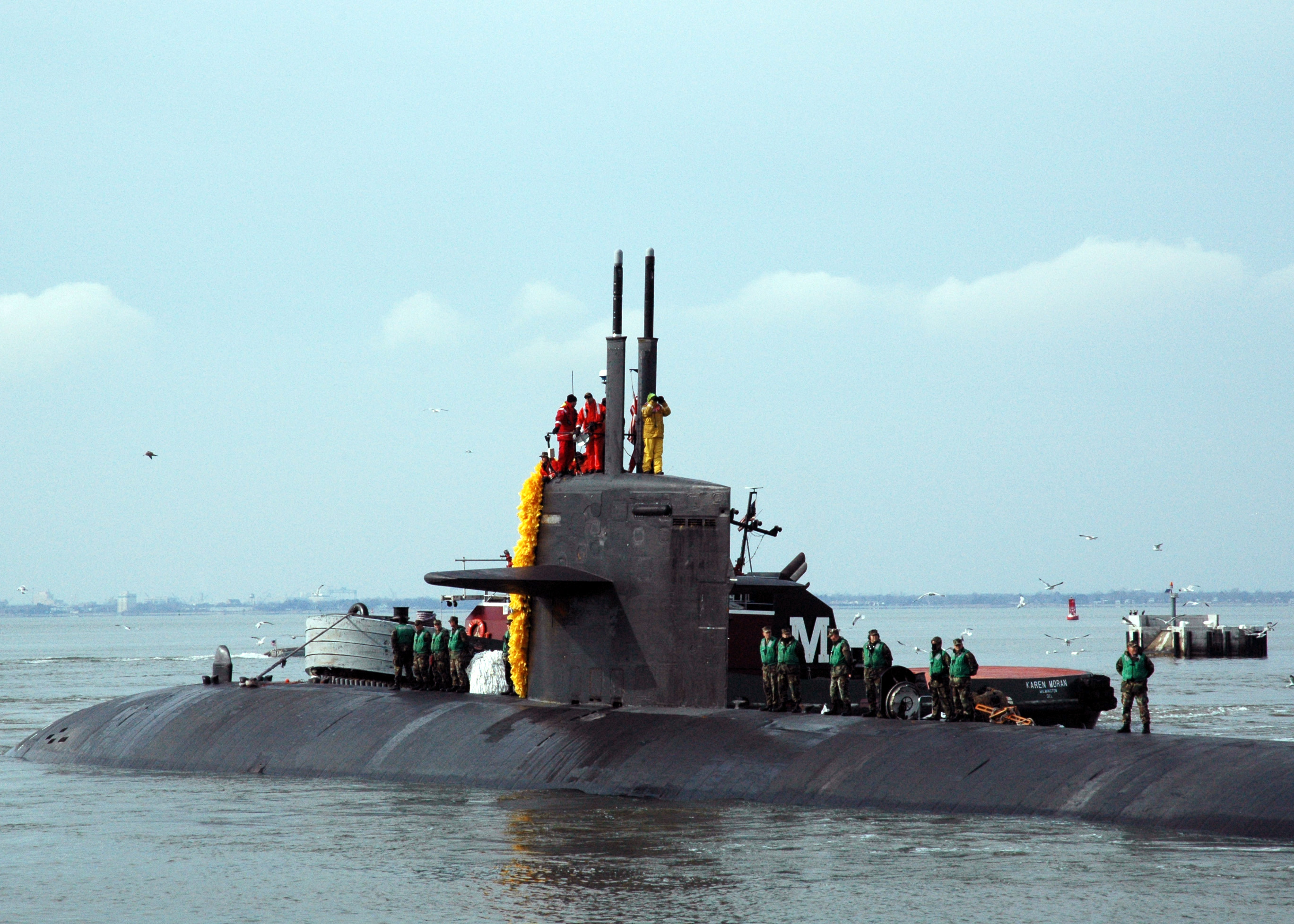
ノーフォーク海軍基地（2005年）
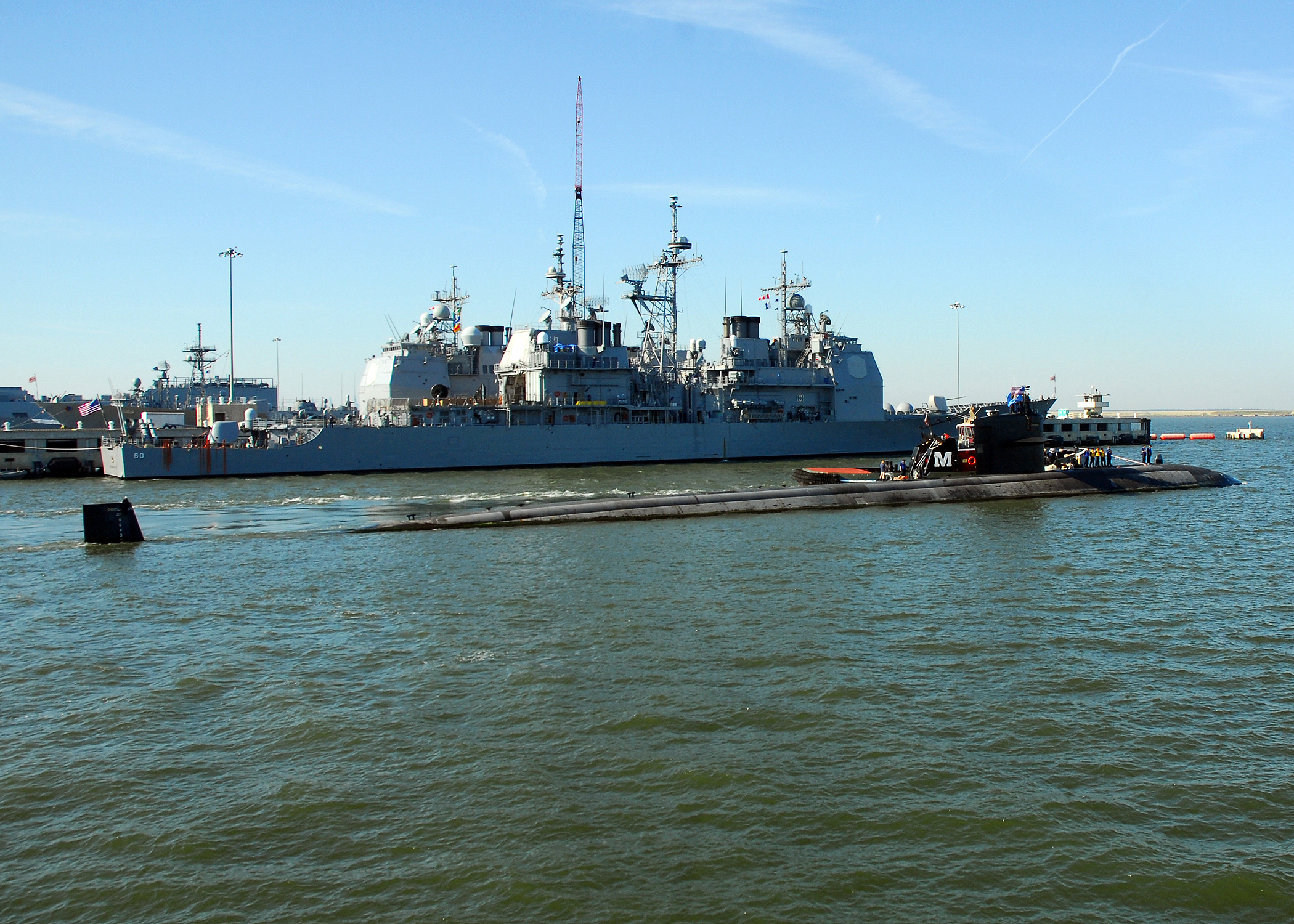
（手前）USS オクラホマシティ （奥）ミサイル巡洋艦USS ノーマンディー ノーフォーク海軍基地（2008年）